# 李自荣 (1929年)
李自荣（1929年6月—），白族，云南邓川人，中华人民共和国地方官员。第二届全国人大代表:112。

## 生平
李自荣生于邓川县兆邑镇（今大理市上关镇兆邑村），1948年12月加入新民主主义青年团，1949年4月加入中国共产党。1953年8月至1955年12月，任邓川县副县长:119。1956年4月，任中共邓川县委副书记。1956年11月，任中共邓川县委书记处书记。1958年5月，任邓川县县长:118。1958年10月洱源、邓川、剑川三县合并成立剑川大县后，任剑川县县长:118。1961年10月，撤销剑川大县，洱源、邓川两县并为洱源县后，任中共洱源县委书记处书记:99–100。1962年12月，任洱源县县长。1965年8月，改任中共大理县委副书记，1966年3月至1968年10月任书记
。1965年9月至1966年3月任大理县人民委员会县长:586。1966年3月至1967年3月任中共大理地委常委。1970年10月，任祥云县革委会核心小组副组长。1971年5月，任中共祥云县委副书记。1974年1月，任中共祥云县委书记、祥云县县长。1977年8月，改任中共洱源县委书记、革委会主任:100, 118。1980年4月至1983年8月，调任大理州科学技术委员会主任。之后任大理市第一届人大常委会主任，至1986年11月提前离休。